# Ceropegia macrantha
Ceropegia macrantha är en oleanderväxtart som beskrevs av Robert Wight. Ceropegia macrantha ingår i släktet Ceropegia och familjen oleanderväxter. Inga underarter finns listade i Catalogue of Life.